# Оконные плёнки
Оконная плёнка — тонкая пластиковая плёнка для ламинирования на внутренние или внешние стеклянные поверхности автомобилей и прочих транспортных средств, а также на внутренние или внешние стёкла домов и зданий. Существует большое количество типов оконных и архитектурных плёнок, которые выполняют разнообразные функции: обеспечивают защиту помещения от нагрева, от ультрафиолетового, инфракрасного или видимого излучения, приватность и безопасность, защиту информации (при снятии оптическим, акустическим или электромагнитным методом), создают декоративное остекление.

## Основные свойства

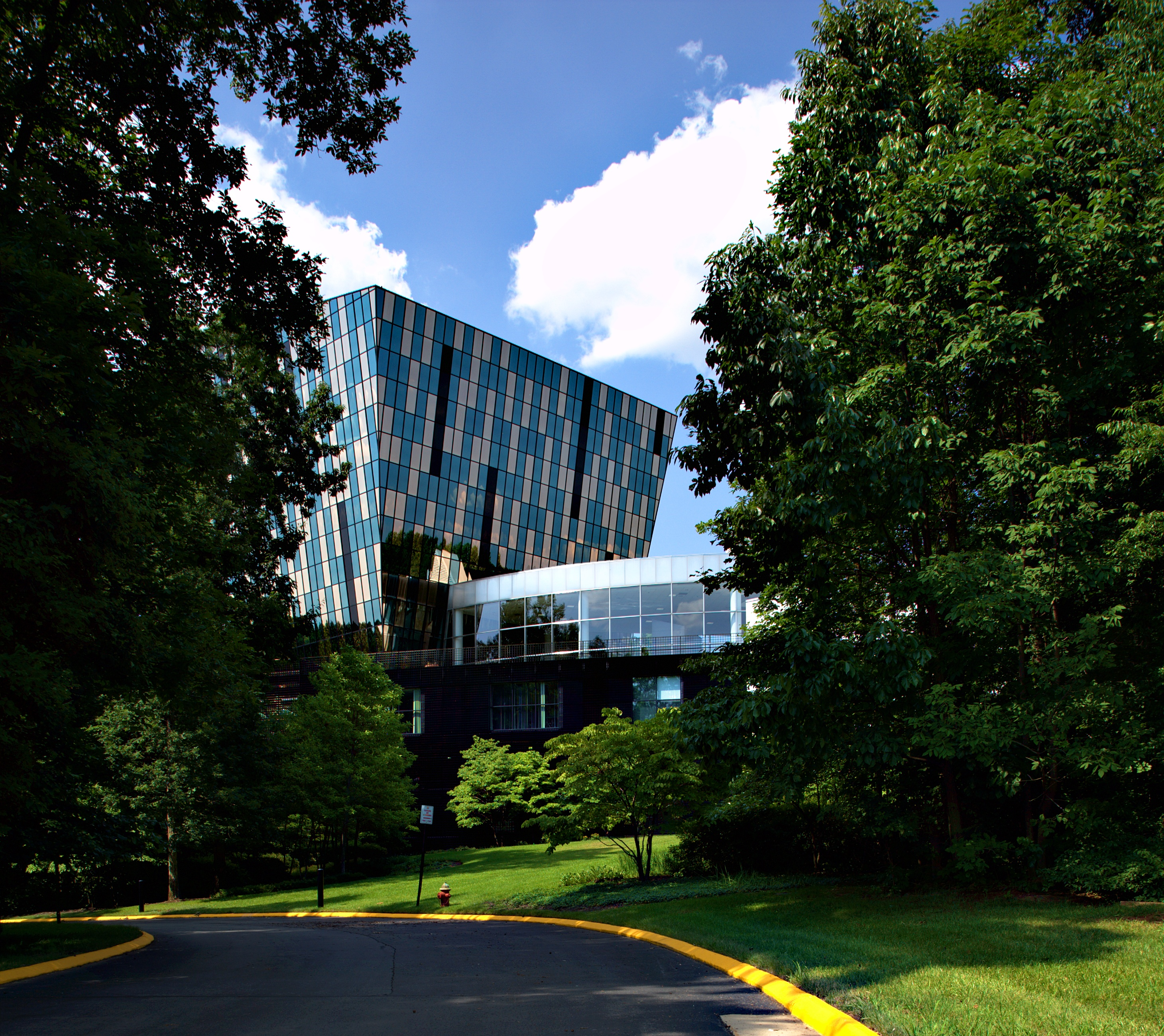
Декоративные цветные плёнки придают индивидуальность экстерьеру здания, обеспечивая приватность и защиту от солнечного излучения.

Цветные и зеркальные плёнки, используемые при остеклении фасадов зданий, позволяют создать индивидуальный внешний вид, одновременно обеспечивая конфиденциальность и защиту от солнечного излучения.
Плёнки, защищающие от нагревания, обычно наносятся на плоское стекло с внутренней стороны помещения, чтобы уменьшить количество проникающего инфракрасного или ультрафиолетового излучения, видимого света или радиации. Такие плёнки окрашены или металлизированы (при этом являются прозрачными для видимого света), чтобы превратить солнечное излучение в инфракрасное, которое затем отражается во внешнюю среду.
Тот же механизм позволяет предотвратить потери тепла из помещения.

## Виды

### Защитные плёнки
Защитные плёнки наносятся для предотвращения разрушения стекла. Обычно, при использовании в коммерческом секторе (бронированное окно) эти плёнки изготавливаются из пластика толстого сечения (либо специальных материалов: полиэстера или лавсана) и предназначены для обеспечения целостности стёкла при сильных ударах.
Большинство укрепляющих защитных плёнок способны предотвратить разбивание и образования опасных осколков при ударных волнах, например, взрывах бомб. Некоторые компании пытались разработать многослойные защитные плёнки, обеспечивающие защиту от поражения из огнестрельного оружия, но не добились успеха.
Нанесение защитных плёнок также обеспечивает защиту автомобилей. Эти защитные плёнки часто также тонируются и могут быть до 400 мкм толщиной (в 10 раз толще, чем обычные тонировочные плёнки).
Слой плёнки (100 мкм или более) может предотвратить выброс опасных кинжаловидных осколков в случае попадания снаряда или пули в его поверхность.

### Дизайнерские (архитектурные) плёнки
Дизайнерские (архитектурные) плёнки обычно окрашиваются винилом или матируются.
Матовая плёнка напоминает «замерзшее» стекло, рассеивая освещения. Аналогичный эффект достигается другими технологиями матировки стекла: более дорогой пескоструйной обработкой стёкла или кислотным вытравливанием.
Виниловые плёнки могут иметь цвет в широком диапазоне цветов. Эти плёнки часто используются совместно с защитными.
Художественное тонирование — один из способов создания индивидуального внешнего вида автомобилей, фасадов зданий, помещений, мебели. Изображение (например, логотип) вырезается плоттером из декоративных или архитектурных тонирующих плёнок, после чего закрепляется на стекле при помощи монтажной плёнки.

### Защита информации

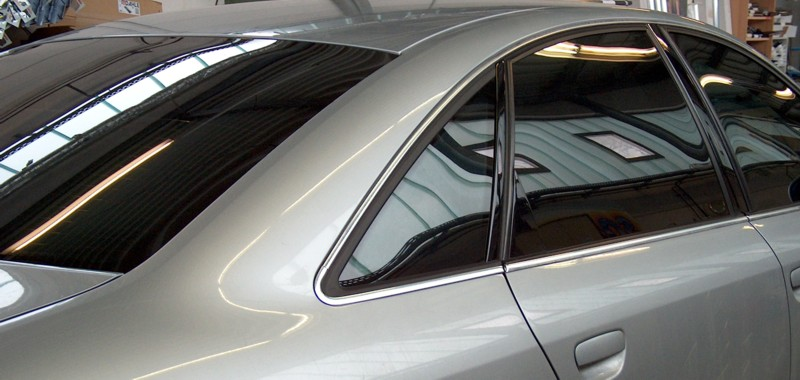
Плёнка, используемая для тонирования стекла автомобиля

Отражающие «зеркальные» плёнки усложняют либо делают невозможным снятие информации оптическим методом, защитные плёнки — при акустическом методе (снятие колебаний стекла лазером), металлизированные — электромагнитным методом.
Плёнки, обеспечивающие приватность
Тонирующие плёнки обеспечивают приватность, уменьшая количество света, проходящего через стекло. Наиболее распространённый цвет тонированных плёнок — различные оттенки серого, от едва заметного затемнения до практически полного поглощения солнечного излучения.
Они могут быть также зеркальными, обеспечивая беспрепятственный вид со стороны менее освещённого помещения, но практически невидимость защищаемого помещения со стороны более освещённого помещения на фоне отражений. Профессионально установленные зеркальные плёнки создают «эффект односторонней видимости». Распространён миф о том, что такие плёнки обеспечивают абсолютную одностороннюю видимость в любых условиях, но на самом деле этот эффект проявляется не в полной мере и лишь при условии меньшей освещённости плёнки с защищаемой стороны, для чего необходимы меры вплоть до дополнительного «обливающего освещения» с внешней стороны.
Плёнки также могут быть матовыми, являясь светопропускающими, но рассеивающими (то есть не уменьшая яркость освещения внутри помещения, но не позволяя увидеть ничего за ними).

## Блики стекла с оконной плёнкой
Плёнки уменьшают количество бликов остекления в дневное время.
Однако в ночное время, когда источник освещения находится внутри здания, плёнки подвержены эффекту иризации (переливчатость или радужность), особенно при флуоресцентном освещении. Образующиеся блики могут быть от практически невидимых до очень заметных. Чаще всего эффект проявляется, если один или более слоев плёнки содержит напыление металла, однако может возникнуть и в совершенно не отражающих плёнках.
Лучший способ остановить иризацию — предотвратить попадание света от флуоресцентного источника на остекление или использовать другой тип освещения.

## Монтаж плёнки
Обычно оконные плёнки наносятся специалистами с использованием специальных инструментов и клейких и моющих составов. При нарушении технологии нанесения плёнки могут образовываться пузыри, отслаивания или отлипы, между стеклом и плёнкой могут попасть инородные включения (капли жидкости, пыль, грязь), образоваться царапины или полупрозрачные полосы и пятна, неровные срезы краев. Есть также риск случайного разбития стекла.
Особенно сложно наносить толстую защитную плёнку или плёнку на молированную (гнутую) поверхность стёкла, например, в автомобиле.
Оконные плёнки обычно наносятся после тщательной очистки и сушки поверхности стёкла (обычно используются специальный чистящий состав и скребок) и обработки мыльным щелоком перед нанесением плёнки.
Края плёнки наносимой на оконное стекло обычно скрывают за штапиком, удерживающим стеклопакет. Защитная плёнка наносится с внутренней стороны стекла.
Большинство производителей плёнок предоставляет гарантию на продукцию только при нанесении их сертифицированным опытным установщиком.

## Удаление плёнки
Процесс удаления включает в себя нагрев плёнки сушильным феном или отпарным аппаратом (для размягчения клея), отклеиванием плёнки маленькими зонами и растворение клея аммиачным составом, который затем тщательно удаляется. При удалении, как и при нанесении, есть риск разбития стекла при недостаточной осторожности. Некоторые тонирующие компании вынимают стекло из рамы при нанесении тонировки для обеспечения качества, что делает удаление плёнки крайне тяжёлым для неопытных установщиков.